# Kremlin Cup 2012
Der Kremlin Cup 2012 war ein Tennisturnier der WTA Tour 2012 für Damen und ein Tennisturnier der ATP World Tour 2012 für Herren im Olimpijski in Moskau und fanden zeitgleich vom 15. bis zum 21. Oktober 2012 statt.
Titelverteidiger im Einzel war Janko Tipsarević bei den Herren sowie Dominika Cibulková bei den Damen. Im Herrendoppel waren die Paarung František Čermák und Filip Polášek, im Damendoppel die Paarung Vania King und Jaroslawa Schwedowa die Titelverteidiger.